# Кантелетар
«Ка́нтелетар» (фин. Kanteletar) — сборник финских народных рун (песен), составленный Элиасом Лённротом и впервые изданный тремя выпусками в 1840—1841 годах. Объём основного текста сборника составил 652 песни (22 201 стих), в общем для трёх выпусков приложении содержалось ещё 4300 стихов различных вариантов. В первые два выпуска были включены лирические песни, в третий — народные баллады.
В письме лейпцигскому профессору Генриху Брокгаузу, который занимался изучением финского языка, Лённрот писал: «Возвращаясь к собственно народной поэзии, должен сказать, что всего восхитительней она являет себя в лирике, то есть в жанре, представленном в „Кантелетар“».

## История «Кантелетар»

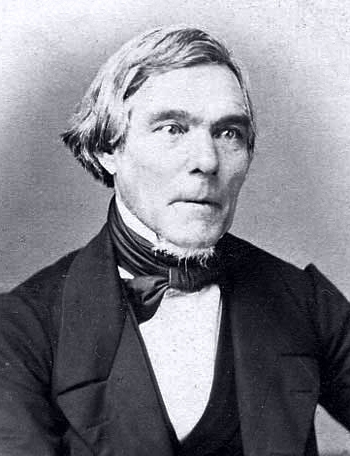
Элиас Лённрот

Элиас Лённрот (1802—1884) известен в первую очередь как собиратель, исследователь и в значительной степени создатель карело-финского эпоса «Калевала». В предисловии к изданию Лённрот писал, что он собирал материалы для этого сборника более десяти лет — то есть вместе с материалами для «Калевалы», начиная с самой первой своей фольклорной экспедиции 1828 года. «Кантелетар» иногда называют младшей сестрой «Калевалы».
Территориально основным источником для сборника стала Карелия, особенно Приладожье. Известно, что очень большое число песен он записал у исполнительницы Матели Куйвалатар, жившей у озера Койтере в Северной Карелии.

## Название
Полное название сборника, изданного Лённротом, было Kanteletar taikka Suomen Kansan Wanhoja Lauluja ja Wirsiä («Кантелетар, или Финские народные старинные песни и стихи»). Само слово Kanteletar происходит от названия карело-финского старинного народного музыкального инструмента кантеле и суффикса tar, обозначающего женский род (то есть кантелетар — дочь кантеле или муза-покровительница игры на этом инструменте). Нет единой точки зрения насчёт того, является ли слово Kanteletar новообразованием, придуманным Лённротом, или это по происхождению народное слово; во всяком случае, подобные слова были зафиксированы другими собирателями рун.

## Содержание

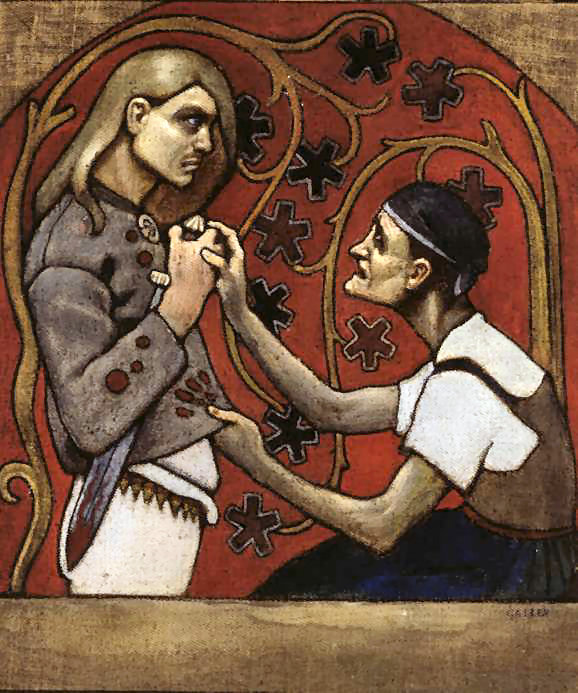
Братоубийство. Картина Аксели Галлен-Каллелы по мотивам текстов из сборника Кантелетар